# Zvonimir Pribanić
Zvonimir Pribanić (Skradnik, Ogulin, 1925. – 25. svibnja 2008.), hrvatski emigrantski kulturni djelatnik i organizator iz Skradnika.

## Životopis
Rodio se u Skradniku, u velikoj obitelji, decimiranoj ratom. Usred rata završio je godine 1943. tenkističku školu i s 18 godina postao dragovoljcem 1. Gorskog zdruga. Malo poslije toga postaso je dragovoljac 1. Hrvatske udarne divizije motornih vozila. Kao mladi vojnik uvjerio se u ratne strahote. Službovao je 18 mjeseci. Na Bleiburgu se našao dan prije formalne predaje Hrvata Englezima, 14. svibnja 1945. godine. Bio je dio pratnje generala Nardellija. To mu je pružilo uvid u posljednja zbivanja prije formalne predaje. U pratnji je bio sve do generalova uhićenja. Bio dionik Križnog puta. Kao zarobljenik prebačen je u Šoštanj kraj Maribora, pa u Ljubljanu, Petrovaradin, Novi Sad i Zemun, i onda vlakom pod policijskom paskom vraćen u Zagreb. Svjedočio je teškim događajima kad je ljudsko dostojanstvo dovedeno na najnižu razinu. 
1954. je kolektivnom vizom izašao iz Titove totalitarne države, otišao u Njemačku u München na izložbu automobila. Ondje je zatražio azil. Prvo mu ga nisu odobrili, a onda ipak jesu nakon čega je otputovao u SAD preko Hamburga. Iste je godine preselio s obitelji u Cleveland, pa u Milwaukee i na koncu u Kaliforniju gdje je sreo prijatelje. Bio je dugogodišnji član Hrvatske zajednice u Sjevernoj Kaliforniji. Odmah je postao član Hrvatskog doma i članom Hrvatske župe u San Franciscu. Sljedećih 50 godina osnovao je ili sudjelovao u raznim hrvatskim projektima i organizacijama: Veterani Hrvatskog domobrana, Dominican College Series, raznih hrvatskih nogometnih klubova, American Bicentennial Program, televizijski programi na kanalim 2, 20 i 36, Hrvatska plesna skupina Matija Gubec, Hrvatsko narodno vijeće, Hrvatska katolička zajednica, Hrvatska bratska zajednica (u vrijeme kad je rad u njoj nosio negativnije političke implikacije nego poslije). 27 godina bio je u Hrvatskom radio programu u San Franciscu. Suosnivač hrvatske župe u San Joseu. Sudionik brojnih prosvjeda i demonstracija u Kaliforniji i Washingtonu. 
Jedan od četvorice osnivača Hrvatske izvještajne službe u Kaliforniji. Djelovanjem te službe pokrenuto je tiskanje revije na engleskom Američki Hrvat, brojne knjige, pamfleti, monografije, profesionalni studiji, nastupi na hrvatskom i na španjolskom na televiziji. Osobno je Pribanić zaslužan da je Hrvatska dobila Michaela McAdamsa za prijatelja, koji je od 1971. postao neumorni promicatelj hrvatske samostalnosti i slobode, koji je iza sebe ostavio mnoštvo radova. Pribanić je organizirao akciju kad je pri posjetu gradonačelnici San Francisca Dianne Feinstain, današnjoj senatorici savezne države Kalifornije, proglašen Hrvatski dan, a na vijećnici je izvješena hrvatska zastava. Sudjelovao je u proklamaciji hrvatske državnosti koju je potpisao ondašnji kalifornijski guverner, poslije predsjednik SAD Ronald Reagan.
Pribanić je posjetio Hrvatsku kad je bila u ratu, i ratnu zonu iza Oštarija, nedaleko mu od rodnog mjesta. Sa suprugom je sponzorirao obitelji hrvatskih branitelja.
Umro je 2008. godine. Sveta misa služena je u hrvatskoj župi Uznesenja Marijina u San Joseu u Kaliforniji.